# 菅原利夫
菅原 利夫（すがはら としお、1943年 - ）は、日本の歯学者。岡山大学大学院医歯学総合研究科歯顎口腔機能再建外科学分野（歯学系）教授。日本口腔科学会評議員。口腔、顎の外科的治療法についての研究と菅原式人工顎関節の開発で知られる。福井県立藤島高等学校、東京歯科大学卒業。1973年 大阪大学より歯学博士号を得る。論文の題は「口唇口蓋裂発生原因としての風疹ウイルスに関する血清疫学的および実験奇形学的研究」。